# Globo de Ouro de melhor filme em língua estrangeira
O Globo de Ouro de melhor filme em língua estrangeira é um prêmio dado pela Hollywood Foreign Press Association que honra os melhores filmes lançados nos Estados Unidos da América que são falados em uma língua estrangeira.
Até 1986, filmes estadunidenses falados em língua estrangeira não podiam receber o prêmio. Com a mudança dos critérios de premiação, filmes dos EUA falados em outra língua, que não a inglesa, atualmente podem receber o prêmio. A mudança de critérios também proibiu que filmes de outros países que têm o inglês como língua oficial pudessem concorrer ao prêmio.
Antes de 1974, os prêmios eram dados de maneira não-frequente, e até mesmo com vários filmes sendo honrados num mesmo ano.
Os países que mais  honras receberam são Reino Unido, Espanha e França, respectivamente. Orfeu Negro e Central do Brasil são os únicos filmes falados em língua portuguesa que receberam o prêmio.

## Vencedores

### Anos 1950
- 1950 - Ladri di biciclette
- 1951 - To The Walls of Mapalanga
- 1952 - Rashômon
- 1955 - Nijū-shi no hitomi; Weg Ohne Umkehr; The Lady of the Camellias; Genevieve
- 1956 - Ordet; Stella; Kinder, Mutter und Ein General; Eyes of Children; Dangerous Curves
- 1957 - Vor Sonnenuntergang; To Koritsi me ta mavra; Richard III; Taiyo to bara; War and Peace; Valkoinen Peura
- 1958 - Bekenntnisse des Hochstaplers Felix Krull; Tizoc; Woman In a Dressing Gown; Kiiroi karasu

### Anos 1960
- 1960 -  Orfeu Negro
- 1961 -  Jungfrukällan
- 1962 -  Såsom i en spegel
- 1963 -  Les dimanches de Ville d'Avray
- 1964 -  8½
- 1965 -  Ieri, oggi, domani
- 1966 -  Obchod na korze
- 1967 -  Un homme et une femme
- 1968 -  Ostře Sledované Vlaky
- 1969 -  Voyna i mir

### Anos 1970
- 1970 -  Z;  Oh! What a Lovely War
- 1971 -  Le Passager de la pluie;  Women in Love
- 1972 -  Ha-Shoter Azulai;  Sunday Blood Sunday
- 1973 -  Nybyggarna;  Utvandrarna;  Young Winston
- 1974 -  Der Fußgänger
- 1975 -  Scener ur ett äktenskap
- 1976 -  Lies My Father Told Me
- 1977 -  Ansikte mot ansikte
- 1978 -  Una giornata particolare
- 1979 -  Höstsonaten

### Anos 1980
- 1980 - La Cage aux Folles
- 1981 - Tess
- 1982 - Chariots of Fire
- 1983 - Gandhi
- 1984 - Fanny och Alexander
- 1985 - A Passage to India
- 1986 - La historia oficial
- 1986 - De Aanslag
- 1987 - Mitt liv som hund
- 1988 - Pelle erobreren
- 1989 - Nuovo Cinema Paradiso

### Anos 1990
- 1990 -  Cyrano de Bergerac
- 1991 -  Europa Europa
- 1992 -  Indochine
- 1993 -  Ba wang bie ji
- 1994 -  Farinelli
- 1995 -  Les misérables
- 1996 -  Kolja
- 1997 -  Ma vie en rose
- 1998 -  Central do Brasil
- 1999 -  Todo sobre mi madre

### Anos 2000
- 2000 -  Wòhǔ Cánglóng
- 2001 -  Ničija Zemlja
- 2002 -  Hable con ella
- 2003 -  Osama
- 2004 -  Mar Adentro
- 2005 -  Paradise Now
- 2006 -  Letters from Iwo Jima
- 2007 -  Le Scaphandre et le Papillon
- 2008 -  Valsa com Bashir
- 2009 -  Das weiße Band

### Anos 2010
| Ano  | Título em inglês                   | Título original                                                 | País                         | Diretor                          |
| ---- | ---------------------------------- | --------------------------------------------------------------- | ---------------------------- | -------------------------------- |
| 2010 | In a Better World                  | Hævnen                                                          | Dinamarca                    | Susanne Bier                     |
| 2010 | Biutiful                           | Biutiful                                                        | México / Espanha             | Alejandro González Iñárritu      |
| 2010 | The Concert                        | Le Concert                                                      | França                       | Radu Mihaileanu                  |
| 2010 | The Edge                           | Kpaй/Kray                                                       | Rússia                       | Alexei Uchitel                   |
| 2010 | I Am Love                          | Io sono l'amore                                                 | Itália                       | Luca Guadagnino                  |
| 2011 | A Separation                       | جدایی نادر از سیمین / Jodaeiye Nader az Simin                   | Irão                         | Asghar Farhadi                   |
| 2011 | In the Land of Blood and Honey     | In the Land of Blood and Honey                                  | Estados Unidos               | Angelina Jolie                   |
| 2011 | The Flowers of War                 | 金陵十三钗 / Jin ling shi san chai                              | China                        | Zhang Yimou                      |
| 2011 | The Kid with a Bike                | Le Gamin au vélo                                                | Bélgica                      | Jean-Pierre & Luc Dardenne       |
| 2011 | The Skin I Live In                 | La piel que habito                                              | Espanha                      | Pedro Almodóvar                  |
| 2012 | Amour                              | Amour                                                           | Áustria                      | Michael Haneke                   |
| 2012 | A Royal Affair                     | En kongelig affære                                              | Dinamarca / Suécia / Chéquia | Nikolaj Arcel                    |
| 2012 | The Intouchables                   | Intouchables                                                    | França                       | Olivier Nakache & Éric Toledano  |
| 2012 | Rust and Bone                      | De rouille et d'os                                              | França / Bélgica             | Jacques Audiard                  |
| 2012 | Kon-Tiki                           | Kon-Tiki                                                        | Noruega                      | Joachim Rønning & Espen Sandberg |
| 2013 | The Great Beauty                   | La grande bellezza                                              | Itália                       | Paolo Sorrentino                 |
| 2013 | Blue Is the Warmest Colour         | La vie d'Adèle                                                  | França                       | Abdellatif Kechiche              |
| 2013 | The Hunt                           | Jagten                                                          | Dinamarca                    | Thomas Vinterberg                |
| 2013 | The Past                           | Le Passé                                                        | Irão                         | Asghar Farhadi                   |
| 2013 | The Wind Rises                     | Kaze Tachinu                                                    | Japão                        | Hayao Miyazaki                   |
| 2014 | Leviathan                          | Левиафан                                                        | Rússia                       | Andrey Zvyagintsev               |
| 2014 | Ida                                | Ida                                                             | Polónia                      | Paweł Pawlikowski                |
| 2014 | Tangerines                         | Mandariinid / მანდარინები                                       | Estónia                      | Zaza Urushadze                   |
| 2014 | Force Majeure                      | Force Majeure                                                   | Suécia                       | Ruben Östlund                    |
| 2014 | Gett: The Trial of Viviane Amsalem | Gett: Le procès de Viviane Amsalem / גט - המשפט של ויויאן אמסלם | Israel                       | Ronit Elkabetz                   |
| 2015 | Son of Saul                        | Saul fia                                                        | Hungria                      | László Nemes                     |
| 2015 | The Brand New Testament            | Le Tout Nouveau Testament                                       | Bélgica/França/Luxemburgo    | Jaco Van Dormael                 |
| 2015 | The Club                           | El Club                                                         | Chile                        | Pablo Larraín                    |
| 2015 | The Fencer                         | Miekkailija / Vehkleja                                          | Finlândia/Alemanha/Estónia   | Klaus Härö                       |
| 2015 | Mustang                            | Mustang                                                         | França                       | Deniz Gamze Ergüven              |
| 2016 | Elle                               | Elle                                                            | França                       | Paul Verhoeven                   |
| 2016 | Divines                            | Divines                                                         | França                       | Houda Benyamina                  |
| 2016 | Neruda                             | Neruda                                                          | Chile                        | Pablo Larraín                    |
| 2016 | The Salesman                       | Forushande / فروشنده                                            | Irão/França                  | Asghar Farhadi                   |
| 2016 | Toni Erdmann                       | Toni Erdmann                                                    | Alemanha / Áustria           | Maren Ade                        |
| 2017 | In The Fade                        | Aus dem Nichts                                                  | Alemanha                     | Fatih Akin                       |
| 2017 | A Fantastic Woman                  | Una mujer fantástica                                            | Chile                        | Sebastian Lellio                 |
| 2017 | First They Killed My Father        | First They Killed My Father                                     | Camboja                      | Angelina Jolie                   |
| 2017 | Loveless                           | Nelyubov                                                        | Rússia                       | Andrey Zvyagintsev               |
| 2017 | The square                         | Rutan                                                           | Suécia                       | Ruben Östlund                    |
| 2018 | Roma                               | Roma                                                            | México                       | Alfonso Cuarón                   |
| 2018 | Capernaum                          | Capharnaüm                                                      | Líbano                       | Nadine Labaki                    |
| 2018 | Girl                               | Girl                                                            | Bélgica                      | Lukas Dhont                      |
| 2018 | Never Look Away                    | Werk ohne Autor                                                 | Alemanha                     | Florian Henckel von Donnersmarck |
| 2018 | Shoplifters                        | Manbiki Kazoku                                                  | Japão                        | Hirokazu Kore-eda                |
| 2019 | Parasite                           | Gisaengchung                                                    | Coreia do Sul                | Bong Joon-ho                     |
| 2019 | Pain and Glory                     | Dolor y gloria                                                  | Espanha                      | Pedro Almodóvar                  |
| 2019 | Portrait of a Lady on Fire         | Portrait de la jeune fille en feu                               | França                       | Céline Sciamma                   |
| 2019 | The Farewell                       | The Farewell                                                    | Estados Unidos               | Lulu Wang                        |
| 2019 | Les Misérables                     | Les Misérables                                                  | França                       | Ladj Ly                          |

### Anos 2020
| Ano  | Título em inglês               | Título original               | País           | Diretor            |
| ---- | ------------------------------ | ----------------------------- | -------------- | ------------------ |
| 2020 | Minari                         | Minari                        | Estados Unidos | Lee Isaac Chung    |
| 2020 | La Llorona                     | La Llorona                    | Guatemala      | Jayro Bustamante   |
| 2020 | Another Round                  | Druk                          | Dinamarca      | Thomas Vinterberg  |
| 2020 | The Life Ahead                 | La vita davanti a sé          | Itália         | Edoardo Ponti      |
| 2020 | Two of Us                      | Deux                          | França         | Filippo Meneghetti |
| 2021 | Drive My Car                   | Doraibu mai kā                | Japão          | Ryūsuke Hamaguchi  |
| 2021 | A Hero                         | Ghahreman                     | Irão           | Asghar Farhadi     |
| 2021 | Parallel Mothers               | Madres paralelas              | Espanha        | Pedro Almodóvar    |
| 2021 | The Hand of God                | È stata la mano di Dio        | Itália         | Paolo Sorrentino   |
| 2021 | Compartment No. 6              | Hytti nro 6                   | Finlândia      | Juho Kuosmanen     |
| 2022 | Argentina, 1985                | Argentina, 1985               | Argentina      | Santiago Mitre     |
| 2022 | All Quiet on the Western Front | Im Westen nichts Neues        | Alemanha       | Edward Berger      |
| 2022 | Decision to Leave              | 헤어질 결심 / Heojil gyeolsim | Coreia do Sul  | Park Chan-wook     |
| 2022 | Close                          | Close                         | Bélgica        | Lukas Dhont        |
| 2022 | RRR                            | RRR                           | Índia          | S. S. Rajamouli    |
| 2023 | Anatomy of a Fall              | Anatomie d'une chute          | França         | Justine Triet      |
| 2023 | Fallen Leaves                  | Kuolleet lehdet               | Finlândia      | Aki Kaurismäki     |
| 2023 | Society of the Snow            | La sociedad de la nieve       | Espanha        | J. A. Bayona       |
| 2023 | Io capitano                    | Io capitano                   | Itália         | Matteo Garrone     |
| 2023 | Past Lives                     | Past Lives                    | Estados Unidos | Celine Song        |
| 2023 | The Zone of Interest           | The Zone of Interest          | Reino Unido    | Jonathan Glazer    |
| 2024 | All We Imagine as Light        |                               | Índia          | Payal Kapadia      |
| 2024 | Emilia Pérez                   |                               | França         | Jacques Audiard    |
| 2024 | The Girl With the Needle       | Pigen med nålen               | Dinamarca      | Magnus von Horn    |
| 2024 | I'm Still Here                 | Ainda Estou Aqui              | Brasil         | Walter Salles      |
| 2024 | The Seed of the Sacred Fig     | دانه‌ی انجیر معابد             | Irão           | Mohammad Rasoulof  |
| 2024 | Vermiglio                      |                               | Itália         | Maura Delpero      |

## Múltiplos vencedores
Nove diretores venceram o prêmio várias vezes.
| Vitórias | Diretores          |
| -------- | ------------------ |
| 6        | Ingmar Bergman     |
| 3        | Vittorio De Sica   |
| 3        | Claude Lelouch     |
| 2        | Pedro Almodóvar    |
| 2        | Michael Cacoyannis |
| 2        | Michael Haneke     |
| 2        | Kurt Hoffmann      |
| 2        | Keisuke Kinoshita  |
| 2        | Jan Troell         |